# Magno Nazaret
Magno Nazaret Prado (Dourados, Mato Grosso del Sur, Brasil, 17 de enero de 1986) es un ciclista brasileño, especialista en contrarreloj y carreras por etapas.

## Biografía
Comenzó a competir con 15 años en su ciudad natal. Con el equipo Gilmar Bicicletas fue campeón estadual y campeón brasileño júnior en 2003. Le surgió la posibilidad de competir en el equipo de São Caetano do Sul (San Pablo) Cesc/Nossa Caixa/São Caetano y en 2005 fue 3.º en el campeonato brasileño contrarreloj sub-23. En 2006 pasó al Scott-Marcondes César-São José dos Campos y ganó una etapa de la Vuelta de Porto Alegre, una en la Vuelta del Estado de San Pablo y otra en la Vuelta de Paraná. También reafirmó sus  cualidades de especialista en contrarreloj, siendo medalla de plata en el Campeonato Panamericano de Ciclismo y 3.º en el Campeonato de Brasil Contrarreloj.
En 2007 tuvo su primer contrato como profesional ya que el equipo Scott-Marcondes se registró en la UCI como equipo Continental. Ganó una etapa de Vuelta por un Chile Líder y terminó en tercer lugar. En Brasil, ganó la etapa contrarreloj de la Vuelta del Estado de San Pablo y la clasificación general, pero fue descalificado después de un control antidopaje positivo. Fue suspendido hasta diciembre de 2007 y tuvo que interrumpir su temporada.
Durante los dos años siguientes, volvió a lograr varias victorias y se ganó un lugar de honor en carreras por etapas, incluyendo el Tour de San Luis y la Vuelta Ciclista del Uruguay. En la temporada 2009 pasó al Fapi/Sundown de la ciudad de Pindamonhangaba, participó en el Campeonato del Mundo disputado en Mendrisio (Suiza), terminando 46.º en la contrarreloj.

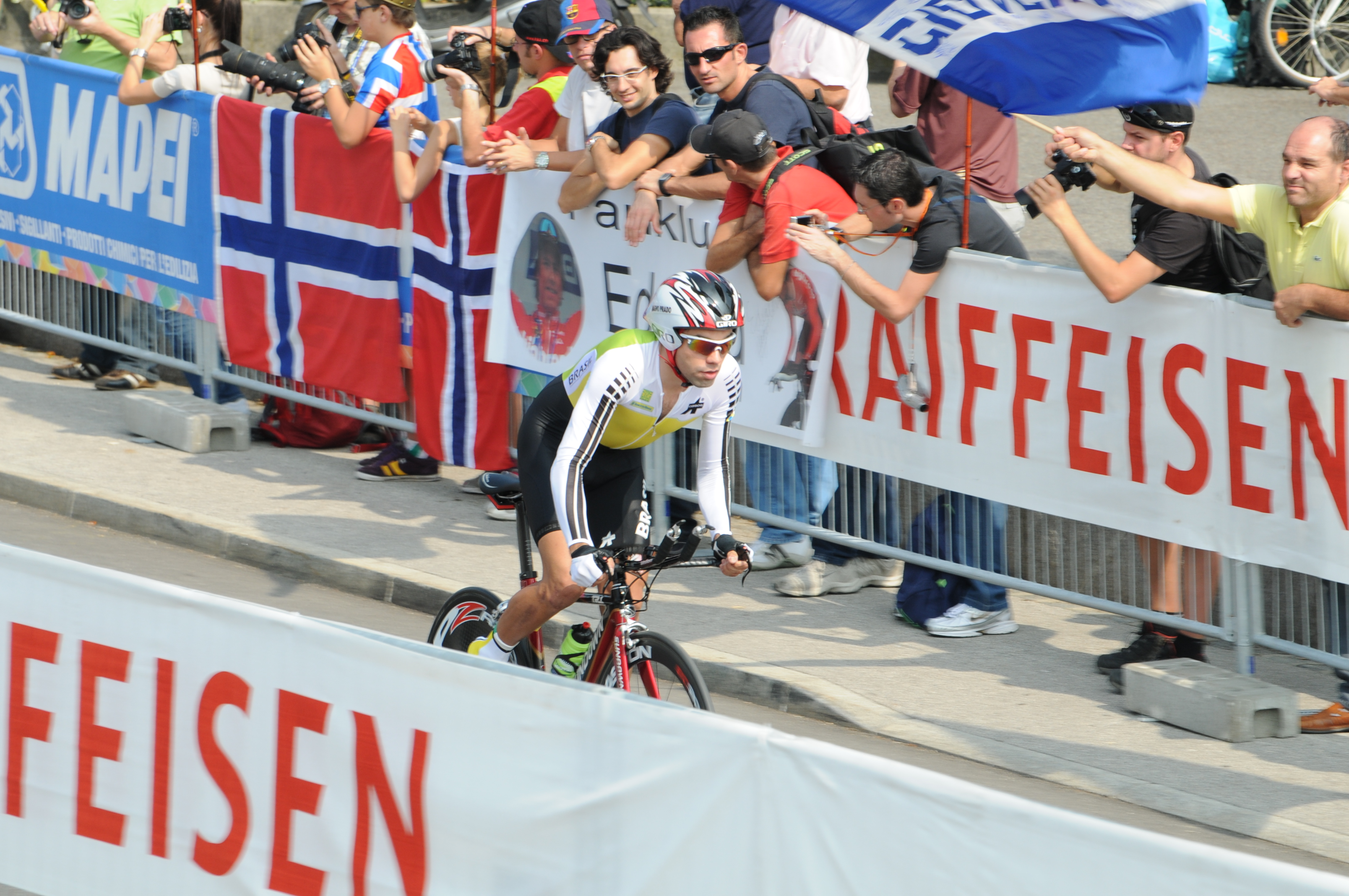
Magno Nazaret en el Campeonato Mundial de Mendrisio

En 2010 retornó al Scott-Marcondes y en febrero, ganó una nueva contrarreloj en Rutas de América (Uruguay), y finalizó segundo en la general.
En agosto de ese año la UCI suspendió la licencia profesional del equipo por problemas económicos y Nazaret volvió al equipo de Pindamonhangaba, ahora de categoría continental y renombrado Funvic-Pindamonhangaba, con quién logró ganar la contrarreloj del Tour do Brasil/Volta do Estado de Sâo Paulo y culminó 2.º en la clasificación general. En 2011 por primera vez se coronó campeón de Brasil contrarreloj.
La temporada 2012 ha sido la más fructífera, donde comenzó con una buena actuación en enero en el Tour de San Luis, donde culminó en la sexta posición de la general y fue 5.º en la contrarreloj y 6.º en la etapa con final en alto en el Mirador del Sol.
En marzo obtuvo por segunda vez la medalla de plata en el Campeonato Panamericano de Ciclismo, siendo superando por el argentino Matías Médici. Un mes después, Nazaret ganó su primera carrera internacional, la Vuelta del Uruguay, donde fue clave para la victoria el triunfo en la contrarreloj. En junio, se reveló que Médici había dado positivo de EPO en febrero, compitiendo en Rutas de América. Debido a ello se le retiraron los resultados obtenidos posteriormente, con lo cual Magno Nazaret se proclamó Campeón Panamericano de Contrarreloj 2012.
En octubre ganó su primera carrera por etapas en Brasil, el Tour de Brasil/Vuelta del Estado de San Pablo.

## Palmarés
2006
- 1 etapa de la Vuelta de Porto Alegre
- 1 etapa de la Vuelta del Estado de San Pablo
- 1 etapa de la Vuelta de Paraná
- 2.º en el Campeonato Panamericano Contrarreloj
- 3.º en el Campeonato de Brasil Contrarreloj

2010
- 1 etapa de Rutas de América
- 2.º en el Campeonato de Brasil Contrarreloj
- 3.º en el Campeonato de Brasil de Ruta

2011
- Campeonato de Brasil Contrarreloj
- 1 etapa del Tour de Río

2012
- Campeonato Panamericano Contrarreloj
- Vuelta Ciclista del Uruguay, más 1 etapa
- Tour de Brasil/Vuelta del Estado de San Pablo, más 1 etapa

2013
- 2.º en el Campeonato de Brasil Contrarreloj

2014
- Tour de Brasil/Vuelta del Estado de San Pablo, más 2 etapas

2015
- Campeonato de Brasil Contrarreloj

2017
- Vuelta Ciclista del Uruguay, más 1 etapa
- Campeonato de Brasil Contrarreloj

2018
- Vuelta Ciclista del Uruguay, más 1 etapa

2019
- 2.º en los Juegos Panamericanos Contrarreloj

## Equipos
Amateurs
- Cesc/Nossa Caixa/São Caetano (2005)
- Scott-Marcondes (2006)
- Fapi/Sundown/JKS/Pindamonhangaba (2009)

Profesionales
- Scott-Marcondes (2007-2008)
  - Scott-Marcondes César-Fadenp São José dos Campos (2007)
  - Scott-Marcondes César-São José dos Campos (2008)
- Scott-Marcondes César-São José dos Campos (2010[13])
- Funvic (2010[14] -2018)
  - Funvic-Pindamonhangaba (2010-2012)
  - Funvic Brasilinvest-São José dos Campos (2013-2014)
  - Funvic-São José dos Campos (2015, 2018)
  - Funvic Soul Cycles-Carrefour (2016)
  - Soul Brasil Pro Cycling Team (2017)
- Sindicato de Empleados Públicos de San Juan (2019-2020)
- Swift Carbon Pro Cycling Brasil (2022)